# Steven Blankaart

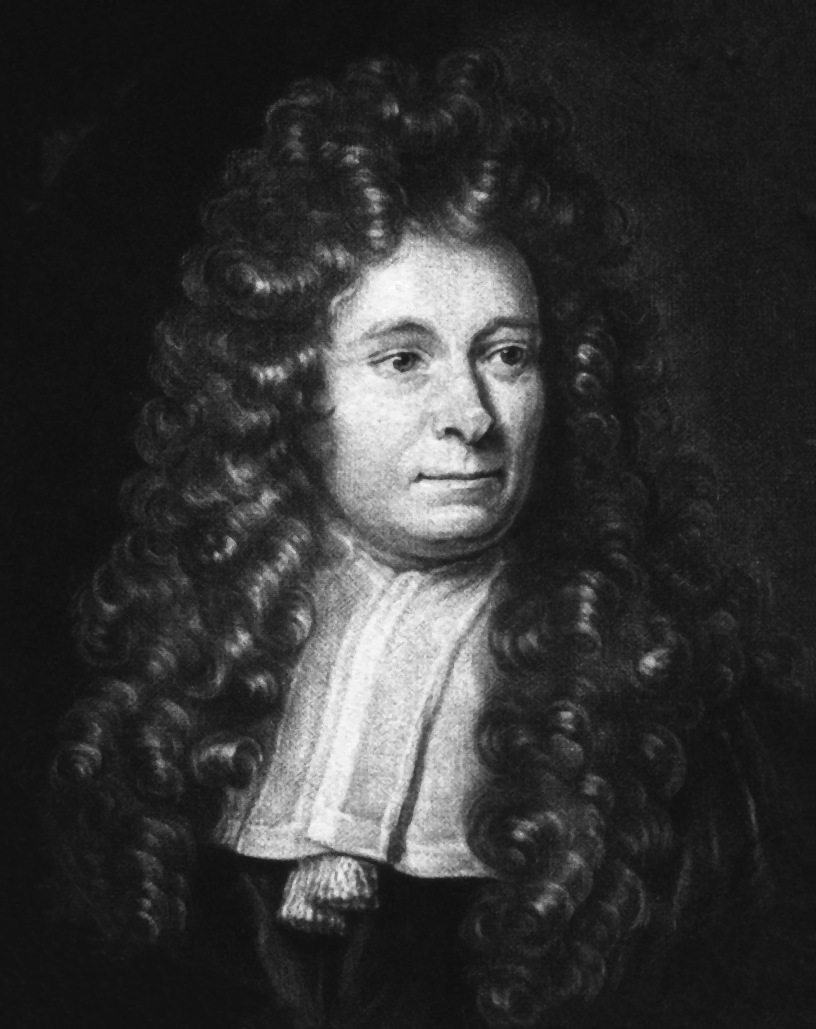
Steven Blankaart

Steven Blankaart (* 24. Oktober 1650 in Middelburg; † 23. Februar 1704 in Amsterdam) war ein  niederländischer Mediziner, Chemiker, Pharmazeut und  Entomologe. Namensvarianten sind Steven Blanckaert, Stephan Blancard und latinisiert Stephanus Blancardus.

## Leben
Sein Vater Nicolas Blankaart (1624–1703, auch Blanckaert) war Gymnasial-Professor für Geschichte und Philosophie sowie Minister in Steinfurt (1645 bis 1650) und Professor für Geschichte und Altertumskunde in Middelburg (1650 bis 1666) und Arzt in Franeker. Steven Blankaart studierte nach Besuch der Lateinschule in Middelburg und einer Apothekerlehre in Amsterdam in Franeker Medizin, wo er 1674 an der Universität Franeker in Medizin promoviert wurde. Danach ließ er sich als praktischer Arzt in Amsterdam nieder, wo er in der Westerkerk begraben ist.
Als Mediziner und Entomologe überprüfte er als Anhänger von René Descartes Theorien experimentell, in der Entomologie beispielsweise die Erzeugung von Insekten aus dem Ei wie zuvor Francesco Redi und folgte damit nicht der damals noch häufigen Vorstellung einer Urzeugung aus dem Schlamm. Bekannt ist er für seinen Bildband über Insekten von 1688. In Amsterdam hatte er Kontakt mit der Entomologin und Illustratorin Maria Sybilla Merian und half ihr bei der Publikation.
Als Mediziner bewies er die Existenz des Kapillarsystems der Blutgefäße, ohne deren Bedeutung zu erkennen. Außerdem befasste er sich mit Kinderheilkunde (mit dem ersten niederländischen Buch darüber 1688) und veröffentlichte Lexika über Medizin, die weite Verbreitung fanden. Er war ein Anhänger des Iatrochemikers Franciscus Sylvius, auch in der Empfehlung des Konsums von großen Mengen Tee und Kaffee. Er übersetzte Werke von John Mayow ins Niederländische. Von ihm gibt es zahlreiche Bücher, zum Beispiel über Geschlechtskrankheiten, Pharmazie, Chirurgie und Gicht. Er schrieb auch ein Kompendium der Chemie (Theatrum Chemicum), in der er im Gegensatz zu vergleichbaren barocken Werken mit demselben Titel weniger auf Alchemie als auf praktische Chemie eingeht.
Neben diesen Themen beschäftigte sich Blankaart auch mit Fragen der Leichenkonservierung und der Herstellung anatomischer Präparate. Blankaart schlug vor, den Leichnam zunächst über mehrere Wochen durch langanhaltende Einläufe mit Weingeist und großen Mengen warmen Wassers von fäulniserregenden Stoffen zu reinigen und den solcherart bewahrten Körper dann in einen Zinn- oder Bleisarg zu legen, um den Alkohol nicht verdunsten zu lassen. Dieses Verfahren gelang jedoch nur teilweise. So war es nicht möglich, den Darminhalt durch Einläufe vollständig zu entfernen, und auch war ein durch Alkohol präparierter Körper nur so lange vor Fäulnis geschützt, bis der Alkohol verdunstet war.
Blankaart gab eine der ersten niederländischen Zeitschriften für Medizin heraus (Collectanea medico-physica, 1680, 1688).
In seiner Freizeit befasste er sich mit Malerei, Scherenschnittkunst und Dichtung.
1682 heiratete er Isabella de Carpentier (1644–1730), mit der er zwei Söhne hatte. Einer starb mit vier Jahren an Windpocken, worauf Blankaart die Abhandlung Over de kinderpokken schrieb, der andere Sohn Willem (1683–1748) war promovierter Jurist und war Ratsherr und Mitglied der Justizkammer von Stadt und Land Vianen.

## Schriften (Auswahl)
- Tractatus Novus de Circulatione Sanguinis per fibras, nec non de valvulis in iis repertis. Amsterdam 1676
- Nieuwe Hervormde Anatomie. Amsterdam 1678
- Lexicon medicum graeco-latinum, in quo totius artis Medicae termini, in Anatome Chirurgica, Pharmacia, Chymia, Re Botanica etc. Usitati, dilucide et breviter exponuntur, juxta Neotericorum tum Practicorum tum Mechanicorum placita, et vere demonstrata principia. Amsterdam 1679
  - Viele weitere Auflagen, u. a.: 2. Auflage Jena 1683 (Neudruck, mit einem Vorwort von Karl-Heinz Weimann, Hildesheim 1973), Leiden 1690 (Lexicon novum medicum graeco-latinum), 1702, 1717, 1735 (bei Samuel Luchtmans), 1756, Frankfurt 1705, Halle, Magdeburg 1718 (Lexicon Medicum Graeco-Latino-Germanicum), Löwen 1754 (Lexikon medicum renovatum, 2 Bände), London 1708, 1715, 1726
- Theatrum chimicum; ofte Geopende deure der chymische verborgentheden. Amsterdam 1680, 1693 (deutsche Ausgabe Theatrum Chemicum oder eröffneter Schauplatz und Thür zu den Heimlichkeiten in der Scheide-Kunst. Gleditsch, Leipzig 1694, Fritsch, Leipzig 1700, 1708)[3]
- Verhandelinge van het Podagra en Vliegende Jicht. Hoom, Amsterdam 1684 Digitalisat Bayerische Staatsbibliothek
  - Deutsche Ausgabe: Accurate Abhandlung von der Podagra und der Lauffenden Gicht. Gleditsch, Leipzig 1690 Digitalisat Bayerische Staatsbibliothek
- Pharmacie en Chymie. Amsterdam 1686
- Gebruik en mis-bruik van de thee, mitsgaders een verhandelinge wegens de deugden en kragten van de tabak. / Door Cornelis Bontekoe, ... ; Hier nevens een verhandelinge van de coffee, met des zelfs krachten in gezonde, en ongezonde. ’s Gravenhage, Amsterdam 1686
- Den Nederlandschen Herbarius. Amsterdam 1698 Digitalisat Bayerische Staatsbibliothek
- Over de kinderziekte. Amsterdam 1688
- Schou-Burg der Rupsen, Wormen, Maden en Vliegende Dierkens daar uit voortkomende. Door eigen ondervindinge by een gebragt. J. ten Hoorn, Amsterdam 1688
- Traité de la vérole, gonorrhée, chancres, bubes venéreens, & de leurs accidens, avec une guerison véritable et solide. Amsterdam 1688, Digitalisat
- Pharmacopoea ad mentem neotericorum adornata. Amsterdam 1688
- Gründliche Beschreibung vom Scharbock und dessen Zufällen. Gleditsch, Leipzig 1693 Digitalisat Bayerische Staatsbibliothek
- Gasthuis der zieken. Amsterdam 1690
- Aanmerkingen over de Chirurgie en Praktijk van P. Barbette. Amsterdam 1694
- Venus belegerd en ontzet. Zynde een verhandelinge van de pokken en des selfs toevallen, van druipers, chankers, klap-ooren, Spaanse kragen, sand-klooten, cordée uitwasschen, ... met een zekere en grondige genezinge, steunende op de Carteriaanse philosophie en het sondigende suur en sout. Amsterdam 1696
- Anatomia practica rationalis, sive variorum cadaverum morbis denatorum anatomica inspectio. Amsterdam 1688 (deutsche Ausgabe Hannover 1692)
- Herbarius Belgicus. Amsterdam 1698, 1710
- Kortbondige spreuken van Hippocrates. Rotterdam
- Institutiones chirurgicae rarioribus fundamentis superaedificatae. Leiden 1701
- Burgerlijke Tafel om lang zonder ziekten en gezond te leven; Cartesiaansche Academie of Institutie der Medicijnen. Amsterdam 1702
- Konstkamer der Chirurgie. Amsterdam 1702
- Verhandeling van de leger- en scheepsziekten. Amsterdam 1703
- De Hedendaagsche Chymie. Amsterdam 1703
- Opera Medica, theoretica, practica et clinica. Leiden 1701